# Tillandsia rubroviolacea
Tillandsia rubroviolacea är en gräsväxtart som beskrevs av Werner Rauh. Tillandsia rubroviolacea ingår i släktet Tillandsia och familjen Bromeliaceae. Inga underarter finns listade i Catalogue of Life.